# Jack Simmons
Jack Simmons (* 11. Dezember 1970 in Kalifornien) ist ein US-amerikanischer Pornodarsteller.

## Leben
Simmons begann nach seiner Schulzeit mit Anfang 20 in der US-amerikanischen Pornoindustrie tätig zu werden. Als Pornodarsteller war er in verschiedenen Pornofilmen in den 1990er und 2000er zu sehen, wobei er verschiedene Pseudonyme  (Dion Rucker, Buck Stradlin und Buck Stallion) verwandte.

## Filmografie (Auswahl)
- 1991: Big Nasty
- 1995: Deputy Dick
- 1996: Balls In Play
- 1997: Hotter Than Hell
- 1998: Black Hunks With White Punks
- 1999: Final Link
- 2000: Hard Heroes
- 2001: Manhattan Sex Party 1
- 2002: Black And White Lovers
- 2003: Black White And Hotter
- 2005: Best Of Eric Hanson
- 2006: Spy Quest 2
- 2009: Big Black – Tight White

## Preise und Auszeichnungen (Auswahl)
- 1997: Gay Erotic Video Awards Nominierung
- 1999: Grabby Awards Sieger
- 1999: GayVN Awards Sieger (gemeinsam mit Tanner Hayes und Zach Richards)
- 2002: Grabby Awards: Wall of Fame
- 2009: GayVN Awards: Hall of Fame